# Örberga kyrka
Örberga kyrka är en kyrkobyggnad i Örberga socken, Vadstena kommun, Östergötland. Den ligger nära Vättern, 7 kilometer väster om Vadstena. 

## Kyrkobyggnaden
De delar av Örberga kyrka som är äldst är västtornet och långhuset, vilka tros ha uppförts i början av 1100-talet. De är byggda i romansk stil, medan koret har gotisk stil. Koret är korsformat och byggdes under 1200-talet, möjligen av arbetskraft från det närliggande Alvastra kloster.
Taket pryds av praktfulla kalkmålningar från medeltiden. Delar av målningarna "bättrades på" under 1800-talet.
Kyrkan är känd för sitt torn som kantas av två trapptorn. Tornet kan ses som en något mindre storslagen parallell till det berömda tornet i Husaby kyrka. 1750 brann den medeltida tornspiran och ersattes av den nuvarande, som är uppbyggd i tre våningar och utförd av byggmästaren Petter Frimodig.
En dendrokronologisk datering av inmurat trä i torntrappan visade att detta trä kommer från träd som fälldes under vintern 1116–1117. Kyrkan anses därför vara en av landets äldsta (Herrestads kyrka i närheten är daterad till 1112 och därmed något äldre).
Två eller tre tidiga gravar har anlagts under kyrkans torn. Dessa gravar tros vara s.k. patronusgravar, d.v.s. de är anlagda av de familjer som uppfört kyrkan.
Kyrkan har troligen föregåtts av en träkyrka. På kyrkogården har man hittat fragment av runristade gravkistor, så kallade Eskilstunakistor, vilket är relativt vanligt i kyrkorna i Dals härad. Dessa kistor tyder förmodligen på gravar tillhörande människor ur det högsta sociala skiktet.

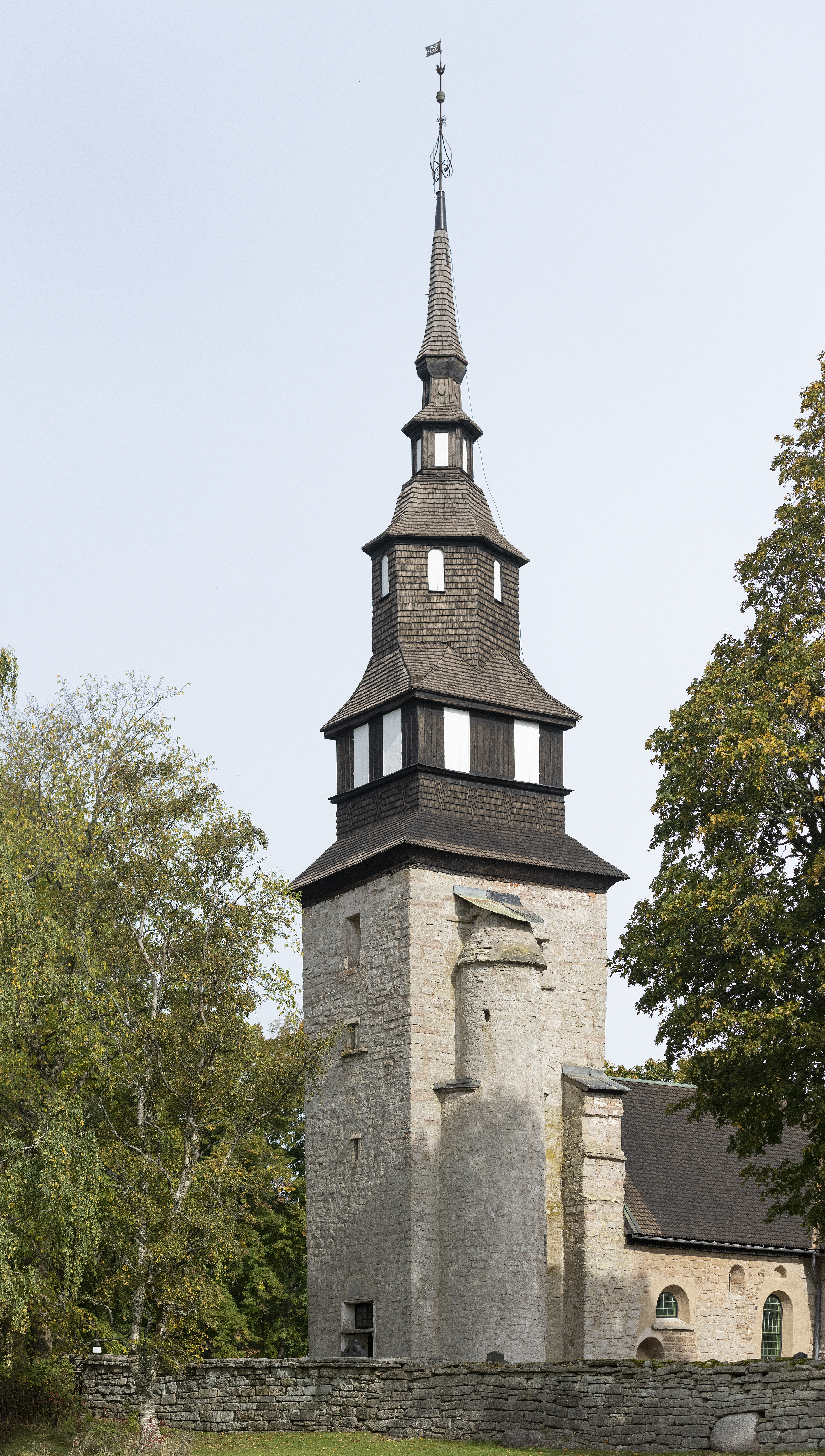
År 2020
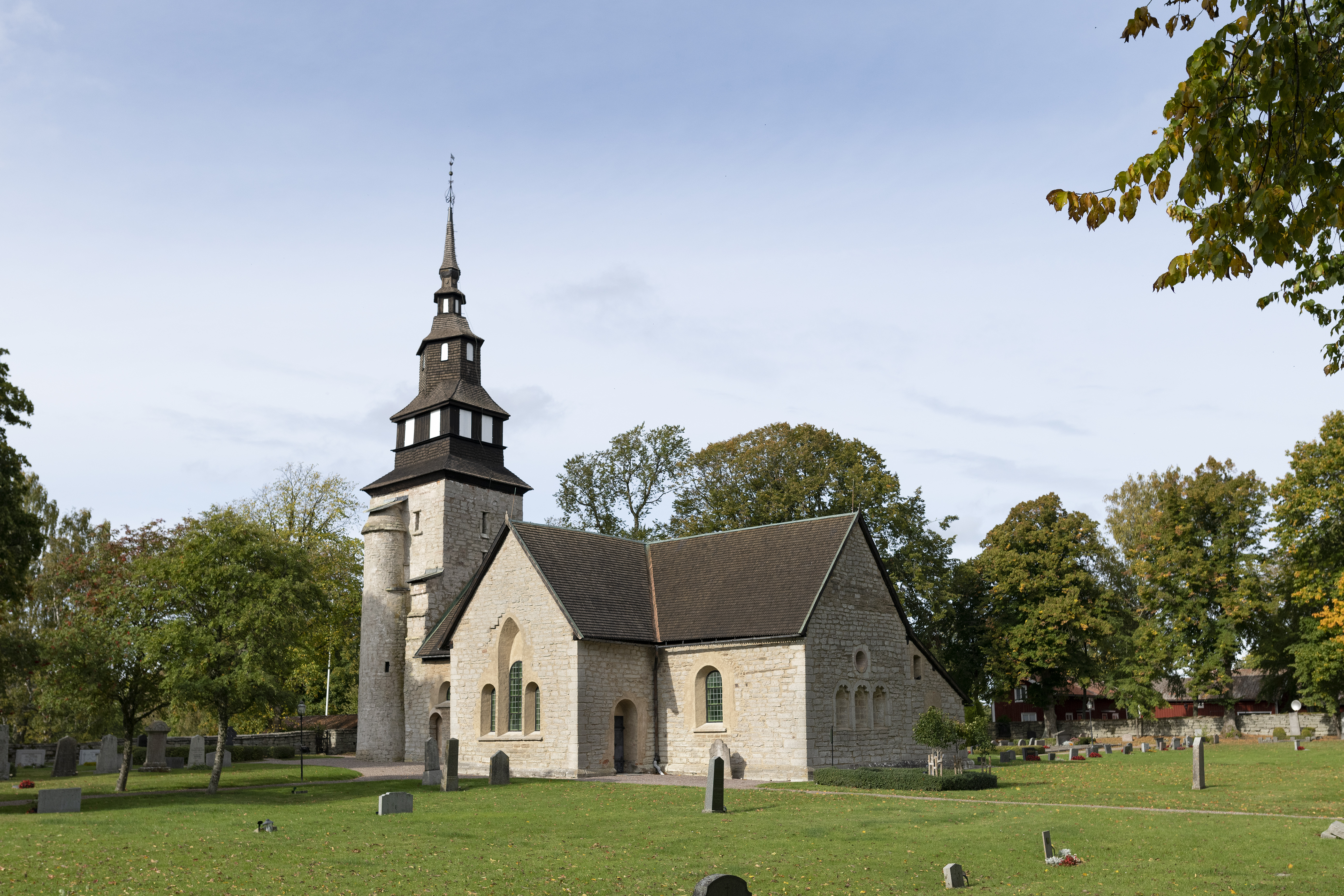
År 2020
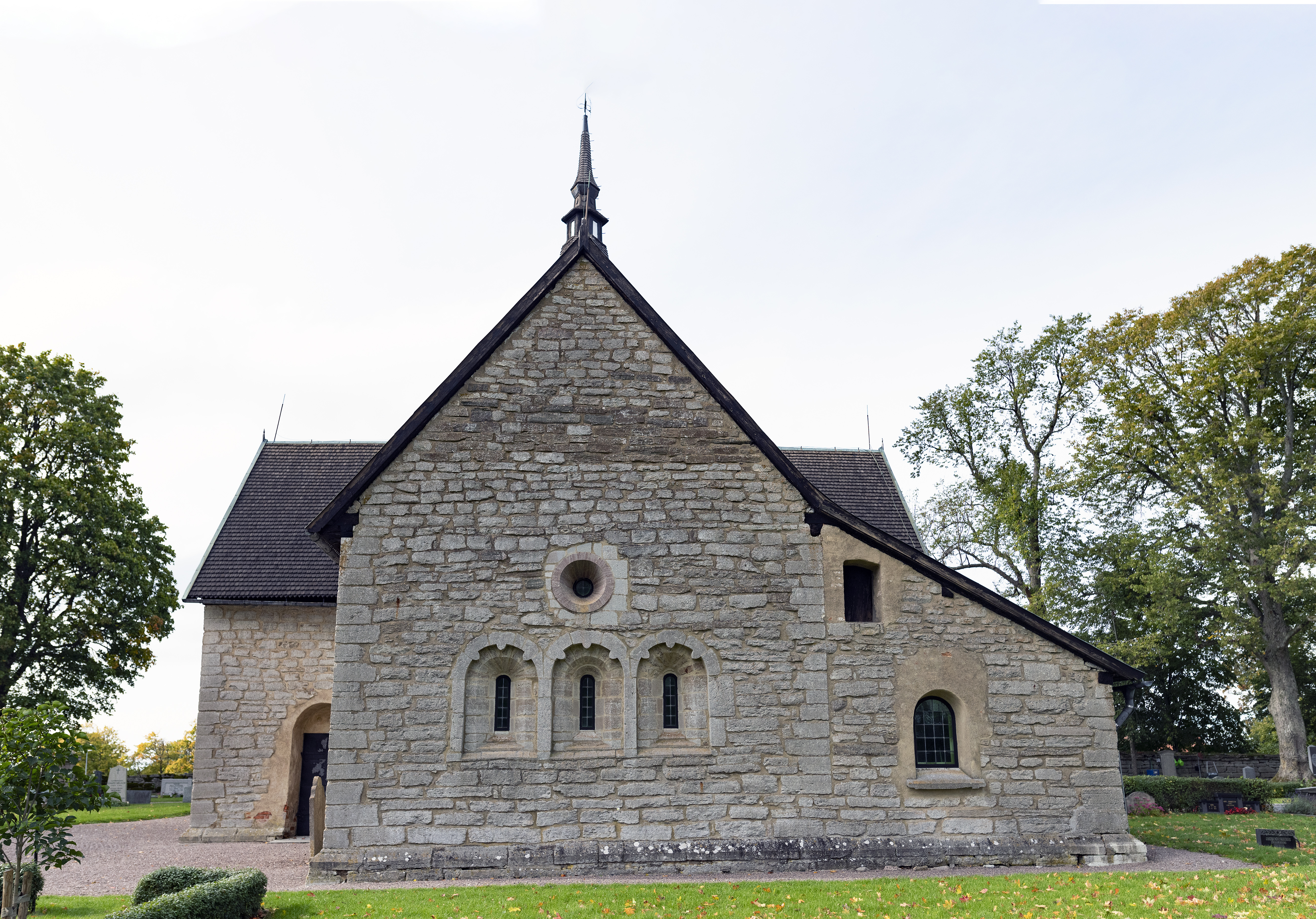
År 2020
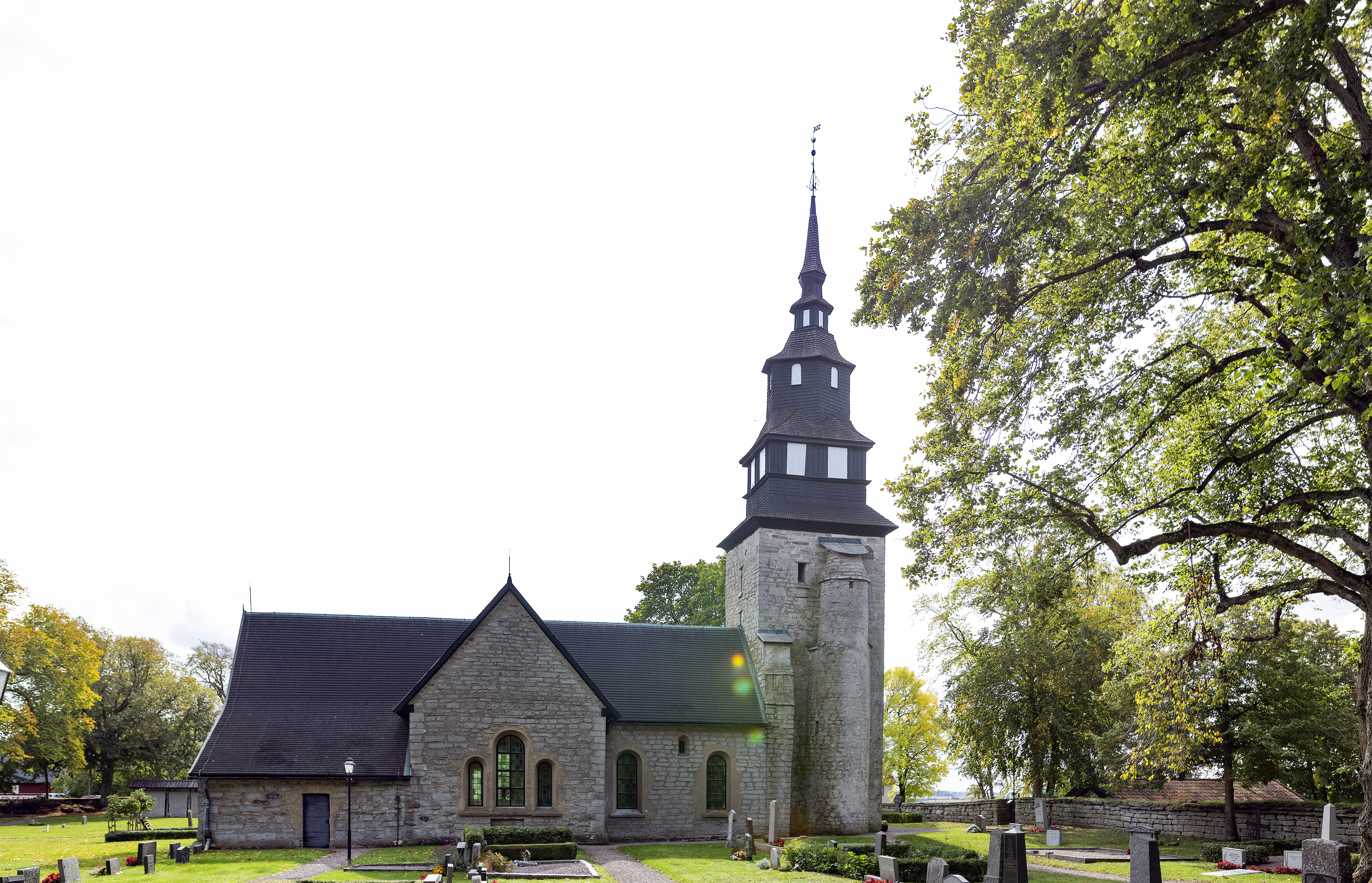
År 2020
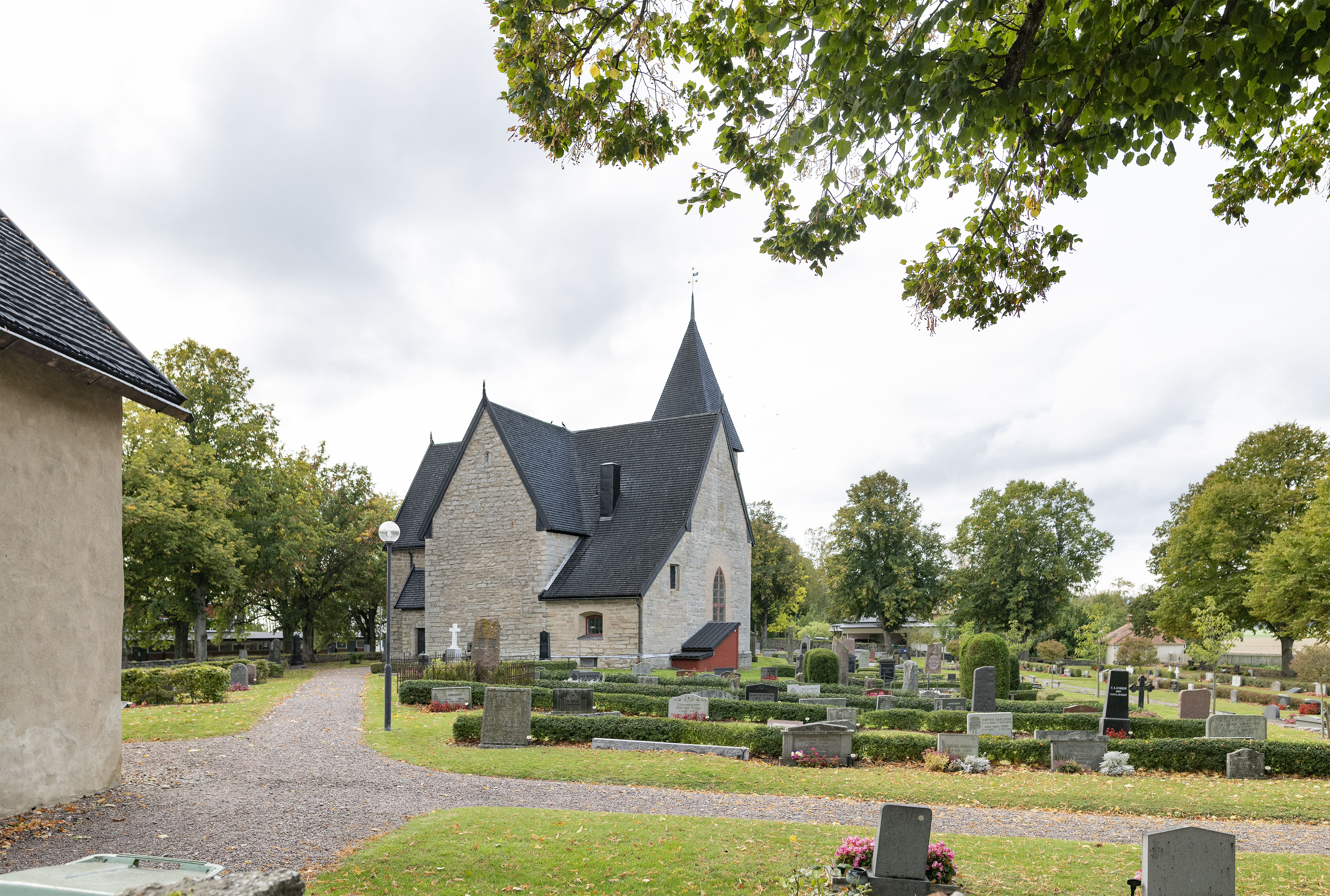
År 2020

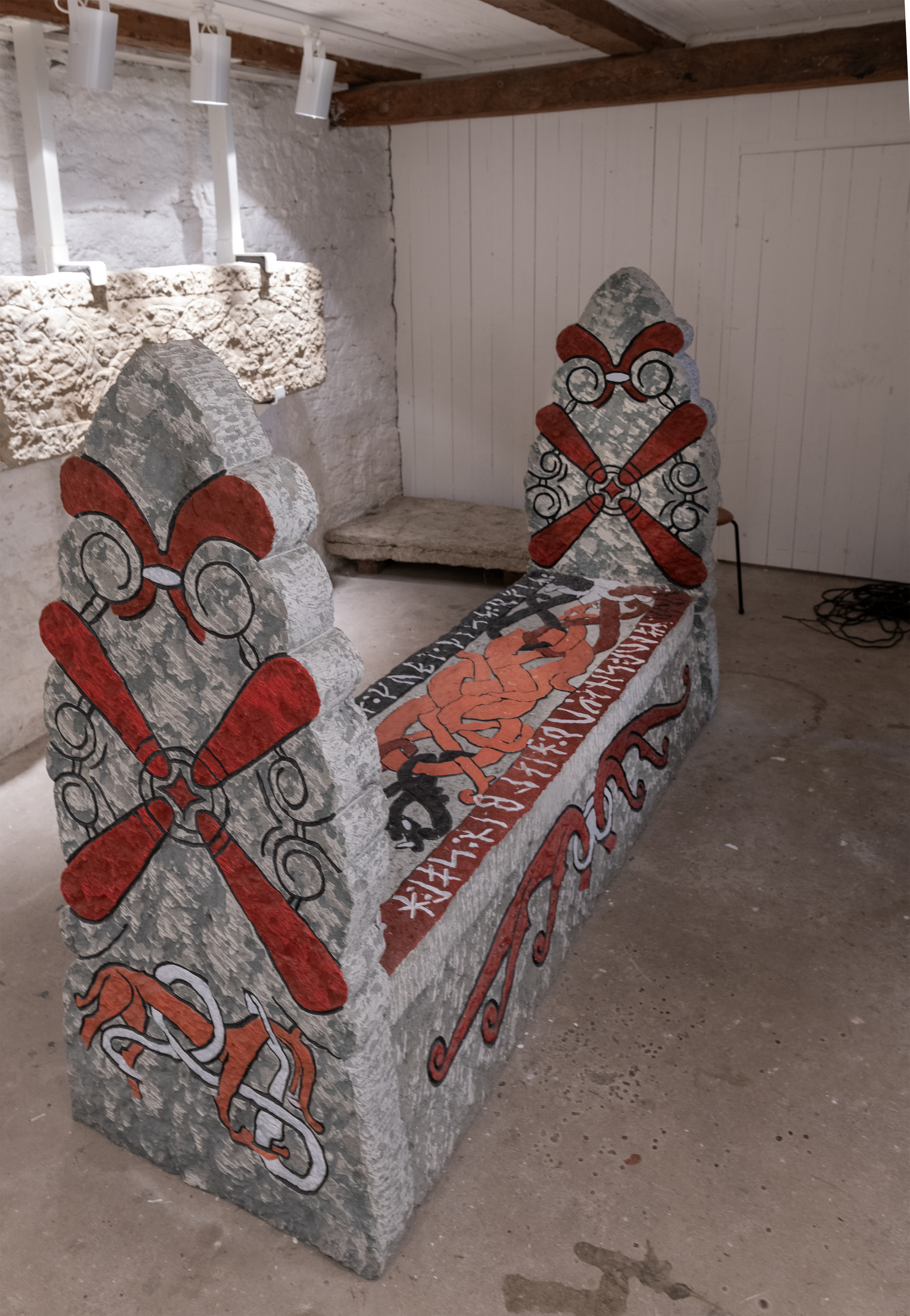
Runristade frament av gravhällar i tiondeboden
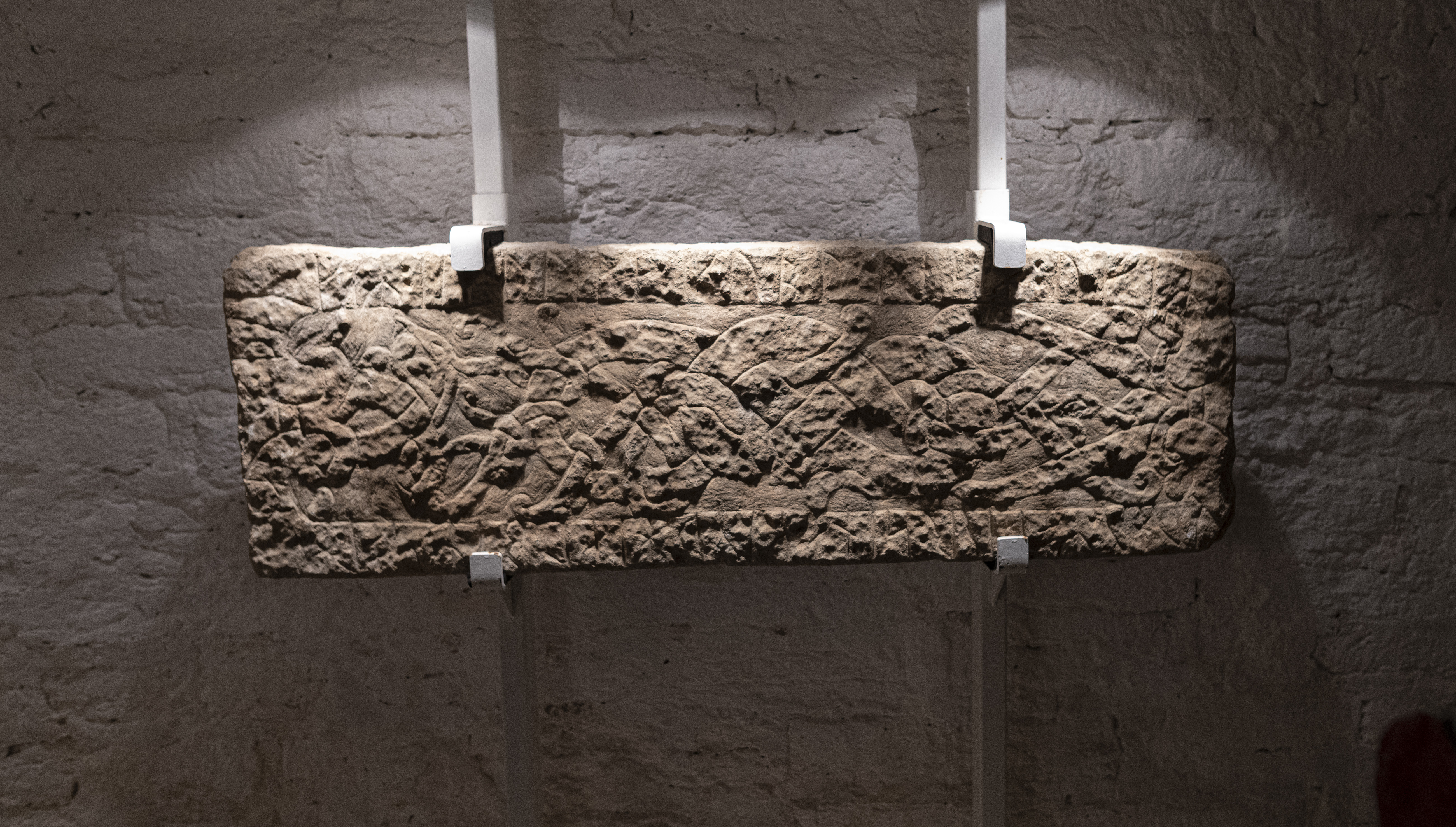
Runristade frament av gravhällar i tiondeboden
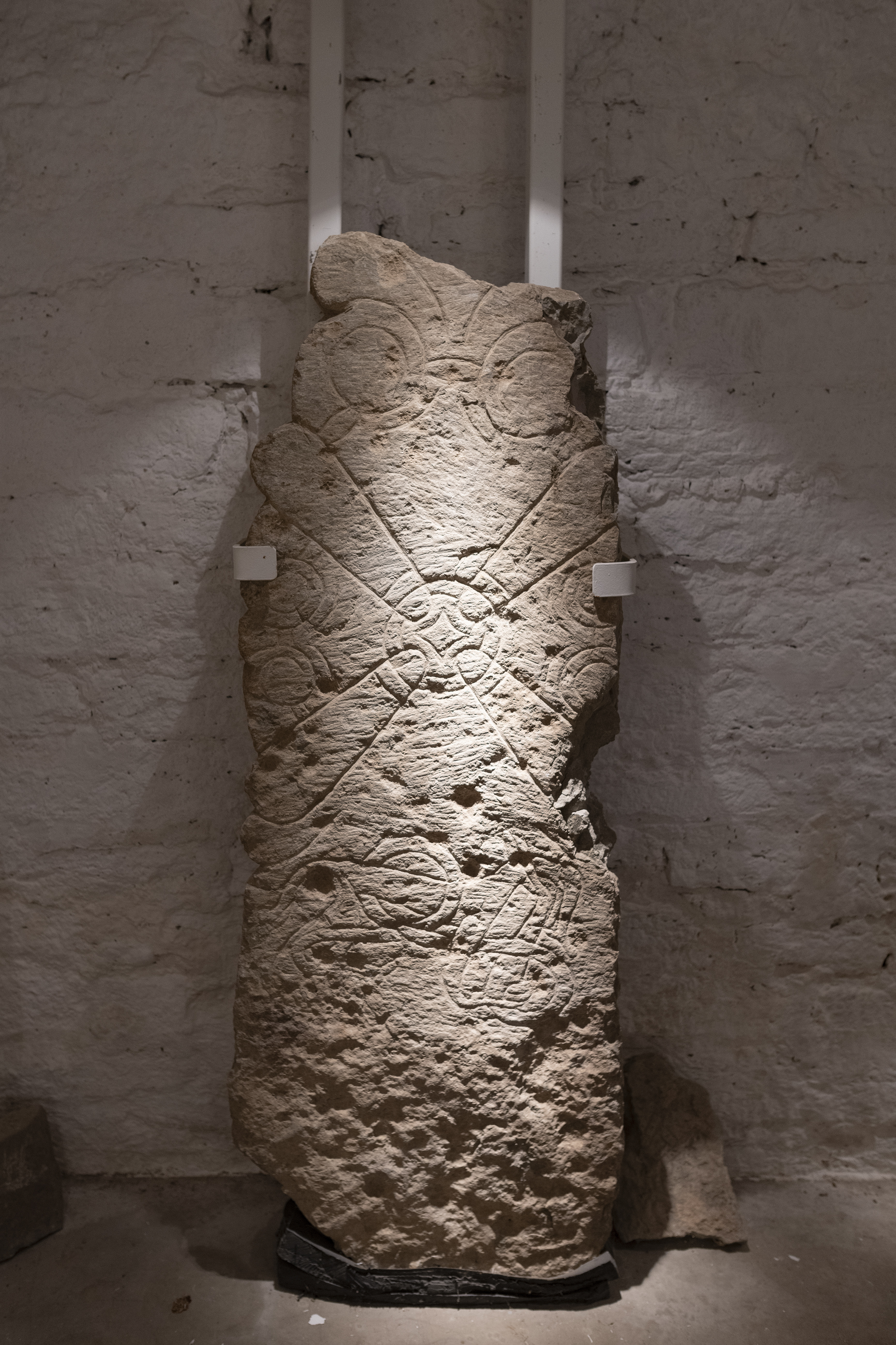
Runristade frament av gravhällar i tiondeboden
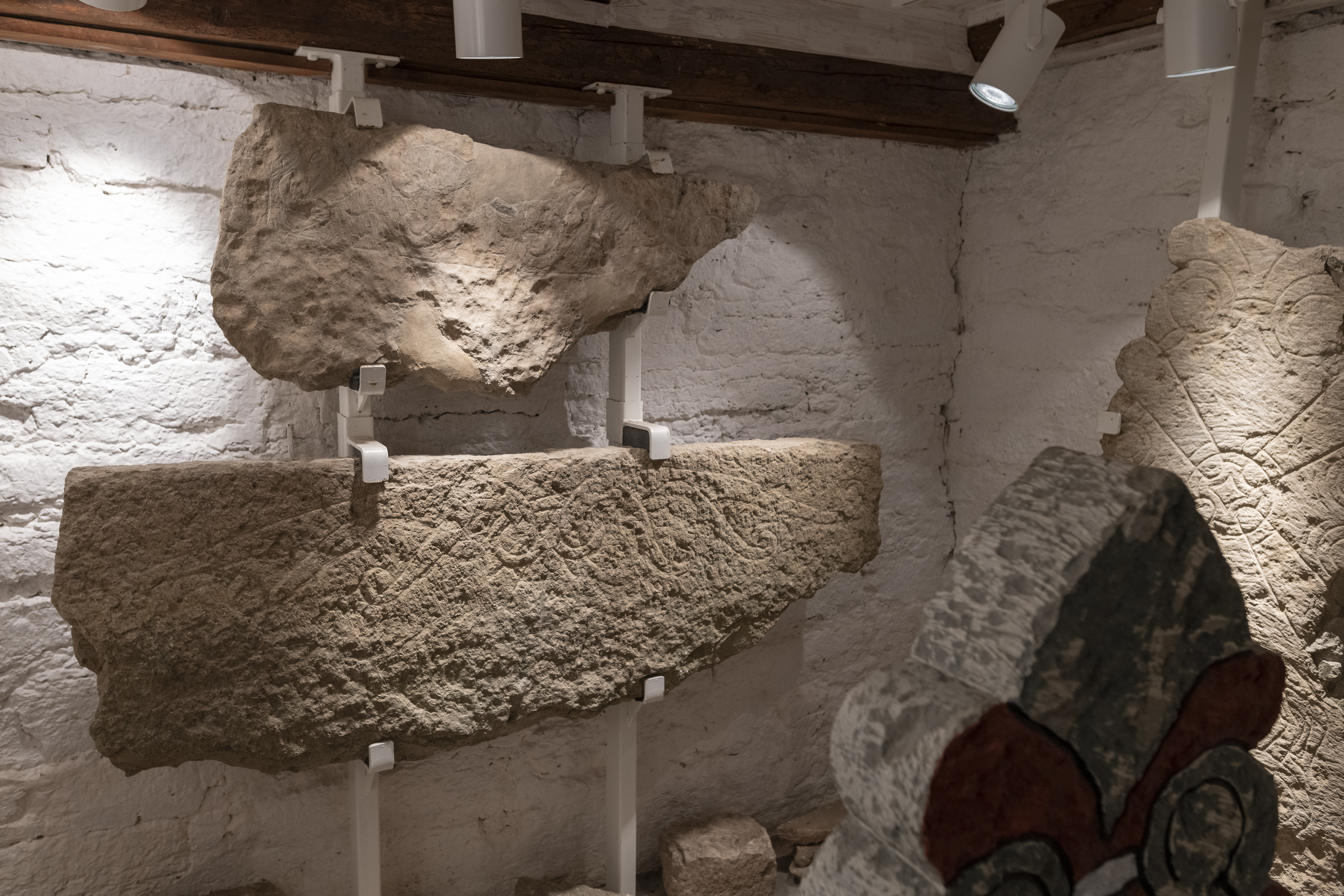
Runristade frament av gravhällar i tiondeboden
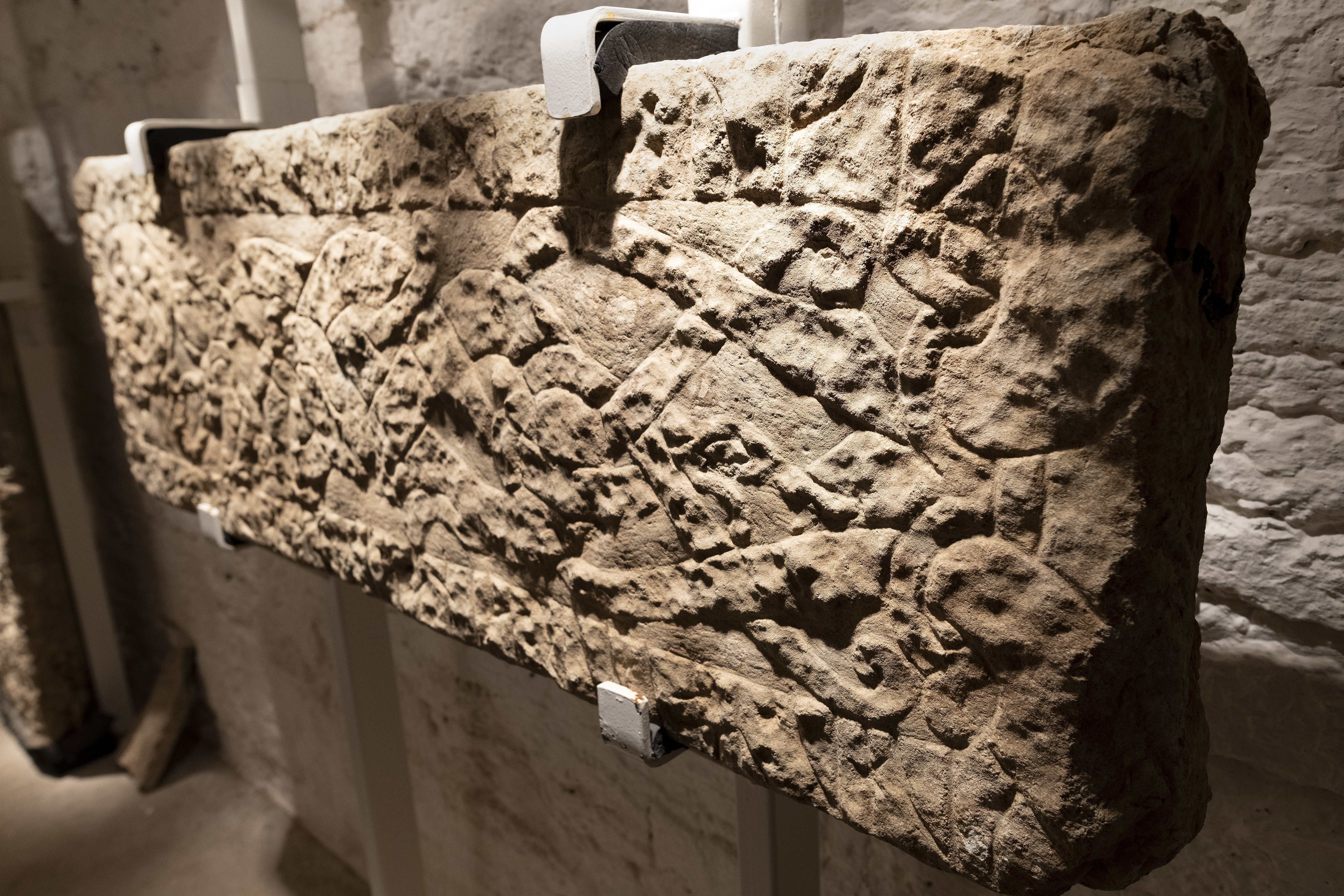
Runristade frament av gravhällar i tiondeboden

## Inventarier (ett urval)
- Altare i sten från kyrkans byggnadstid.
- Dopfunt (I) av kalksten från en gotländsk verkstad under 1200-talet.
- Kalkmålning av Risingemästaren under 1400-talets första fjärdedel.
- Altarskåp av ek, nordtyskt arbete från 1400-talets första hälft.
- Dopfunt (II) av Johan Andersson Silverling, Vadstena, 1690.
- Kyrkklockor från 1642 resp. 1723.
- Predikstol med ljusstake och timglas.
- Ambo av snickaren Lars Löfman, Vadstena, invigd 1986.

## Orgel
- före 1657 fanns ett gammalt orgelverk.
- 1682 köps ett orgelverk till kyrkan med 6 stämmor.[1] Organisten i Vadstena har 1715 rensat orgelpiporna.[2]
- 1746: Organist och orgelbyggare Lars Börling, Kristberg.  orgelbyggare Jonas Wistenius, Linköping, bygger en 8-stämmig piporgel, förmodligen ett positiv, som ersätter ett tidigare 6-stämmigt orgelverk. Det kostade 1800 daler.[3] Kontraktet skrivs 1744. 1746 är orgeln färdigt och godkänns av domkyrkoorganisten Baltzar Knölcke. Samma år köper Wistenius den gamla orgeln som stod i kyrkan.[4]
- 1885: Orgelbyggare Carl Elfström, Ljungby (1830-1917), bygger ett nytt mekaniskt positiv med bihangspedal. Orgelns tonomfång är 54/27.
- 1937: Positivet förses med ett crescendoverk.
- 1951: Stämman Gemshorn 8’ flyttas upp en oktav.
- 1982: Renovering av orgelbyggare Henrik Lind, Flemma, Vreta kloster, varvid crescendoverket tas bort.

Disposition:
| Manual C-f³            | Pedal C-d¹       |
| Borduna 16’            | bihängd          |
| Principal 8’           |                  |
| Flûte Harmonique 8’    |                  |
| Salicional 8'          |                  |
| Octava 4’              |                  |
| Gemshorn 4’            |                  |
| Qvinta 3’ (eg. 2 2/3’) | Koppel           |
| Octava 2'              | 4’ manual/manual |

### Diskografi
Inspelningar av musik framförd på kyrkans orgel.
- Pastoral / Beckman, Marie-Louise, orgel. CD. Svenska kyrkan VFCD 002. 2015.

## Tiondebod
En tiondebod byggd i sten, troligen på 1200-talet, finns på kyrkogården. Idag används den som förråd och övernattningsmöjlighet för resande. Boden rymmer år 2020 en samling tidigmedeltida stenhällar i bottenvåningen.

## Övrigt
På kyrkogården ligger Verner von Heidenstams och Greta Sjöbergs son Dag begraven. Sonen dog endast en dag efter sin födelse. Paret bodde vid sonens födelse på det närbelägna Naddö.

## Bilder

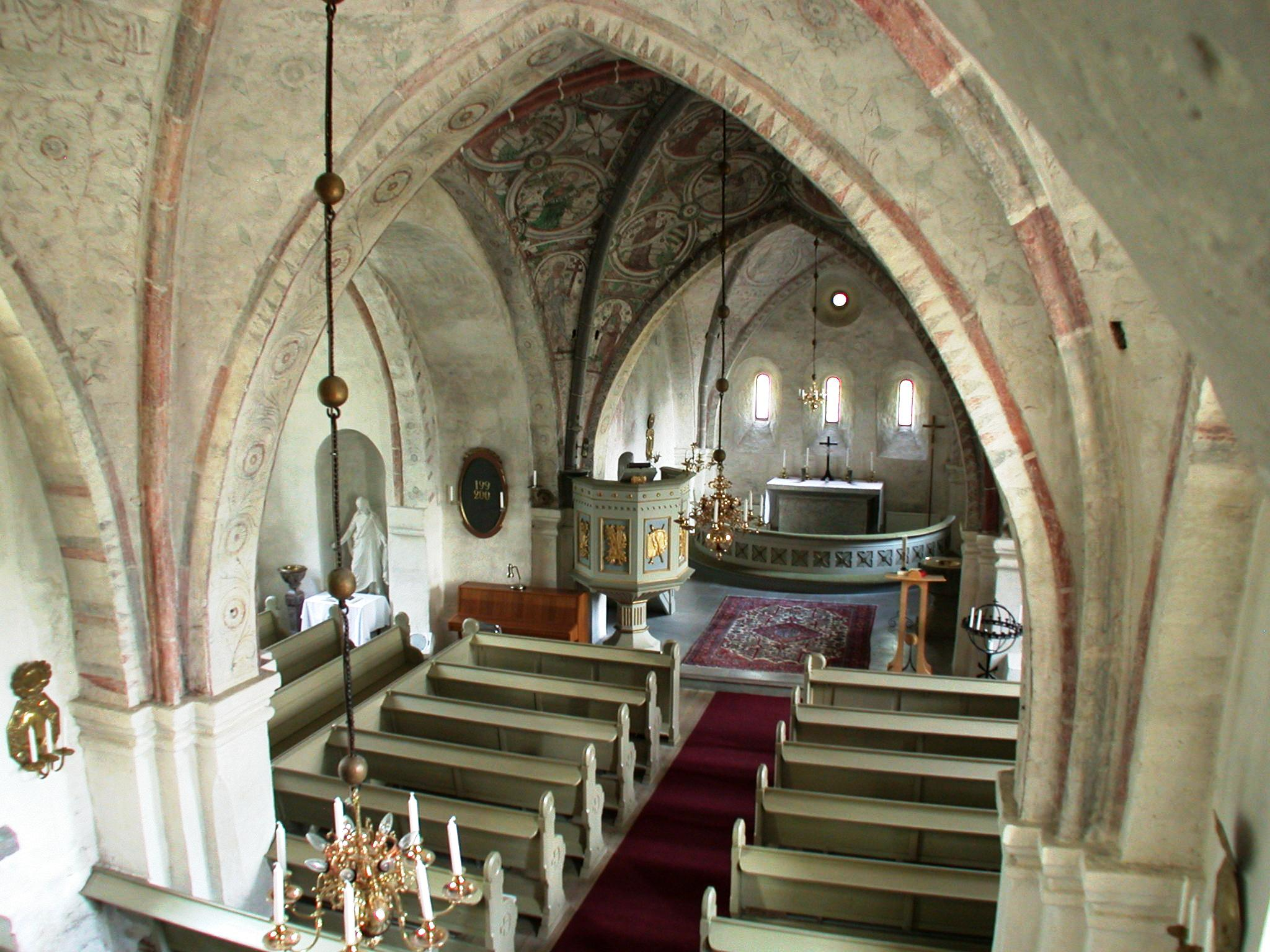
Koret
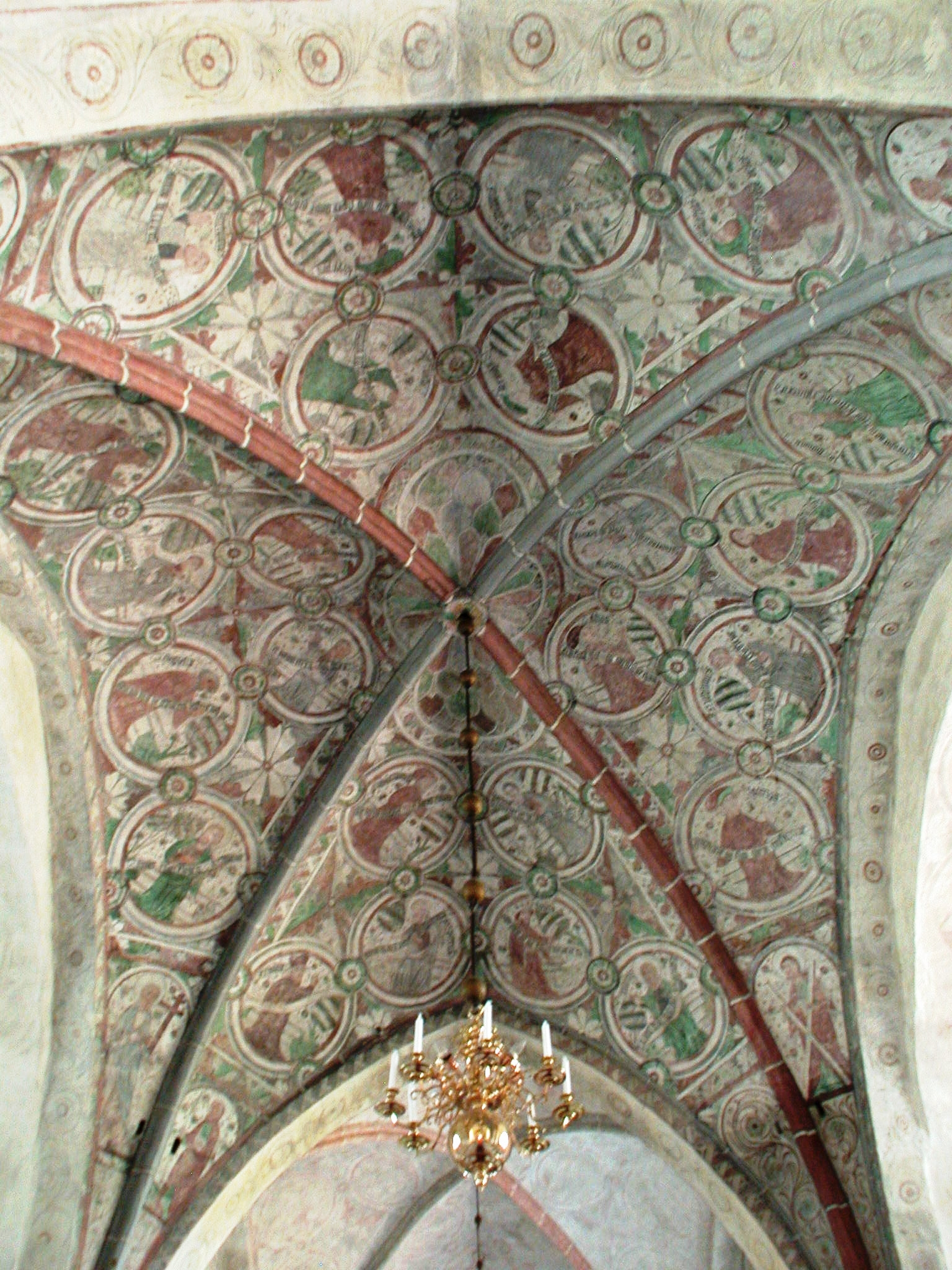
Kalkmålningar
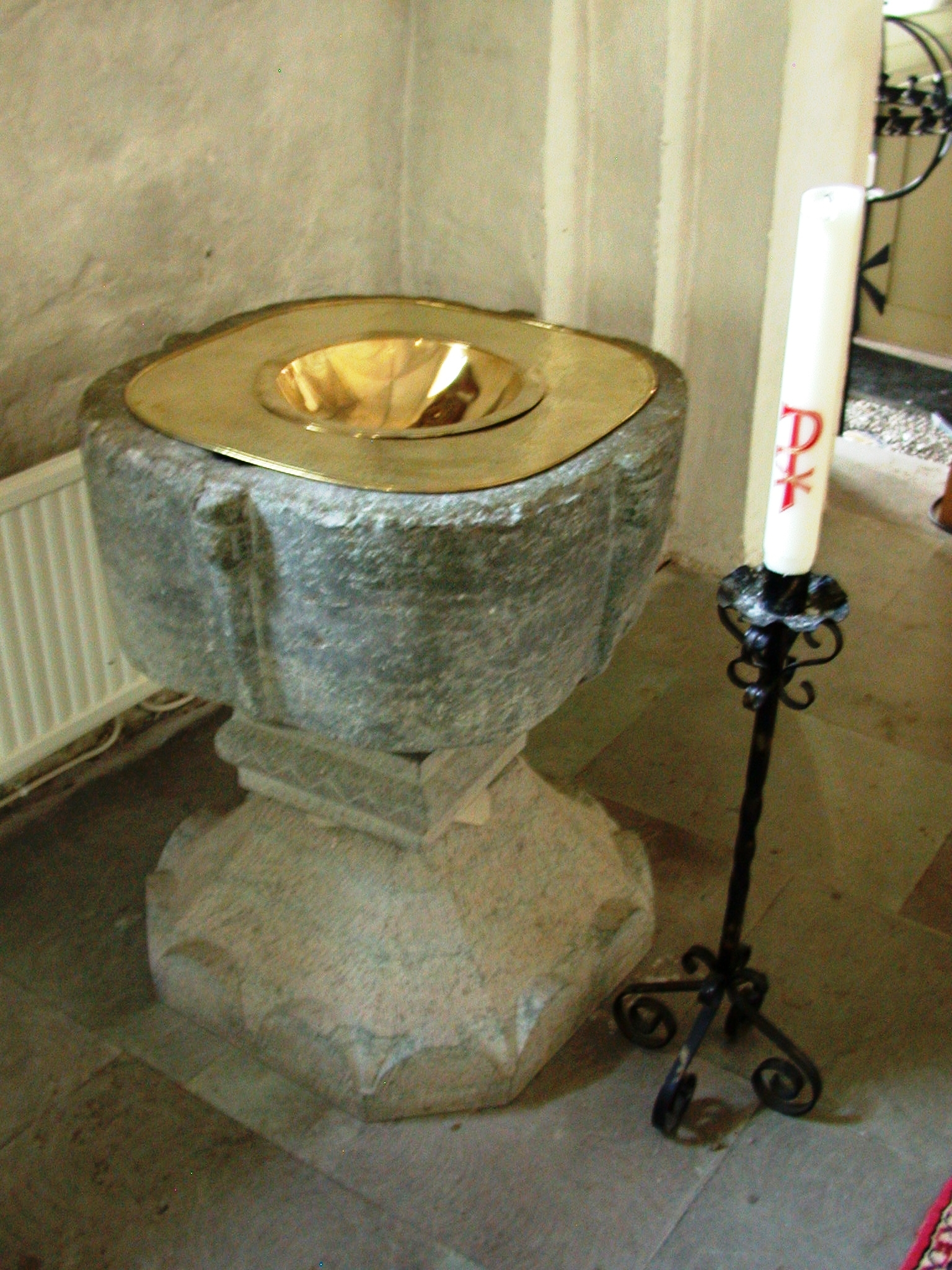
Dopfunt
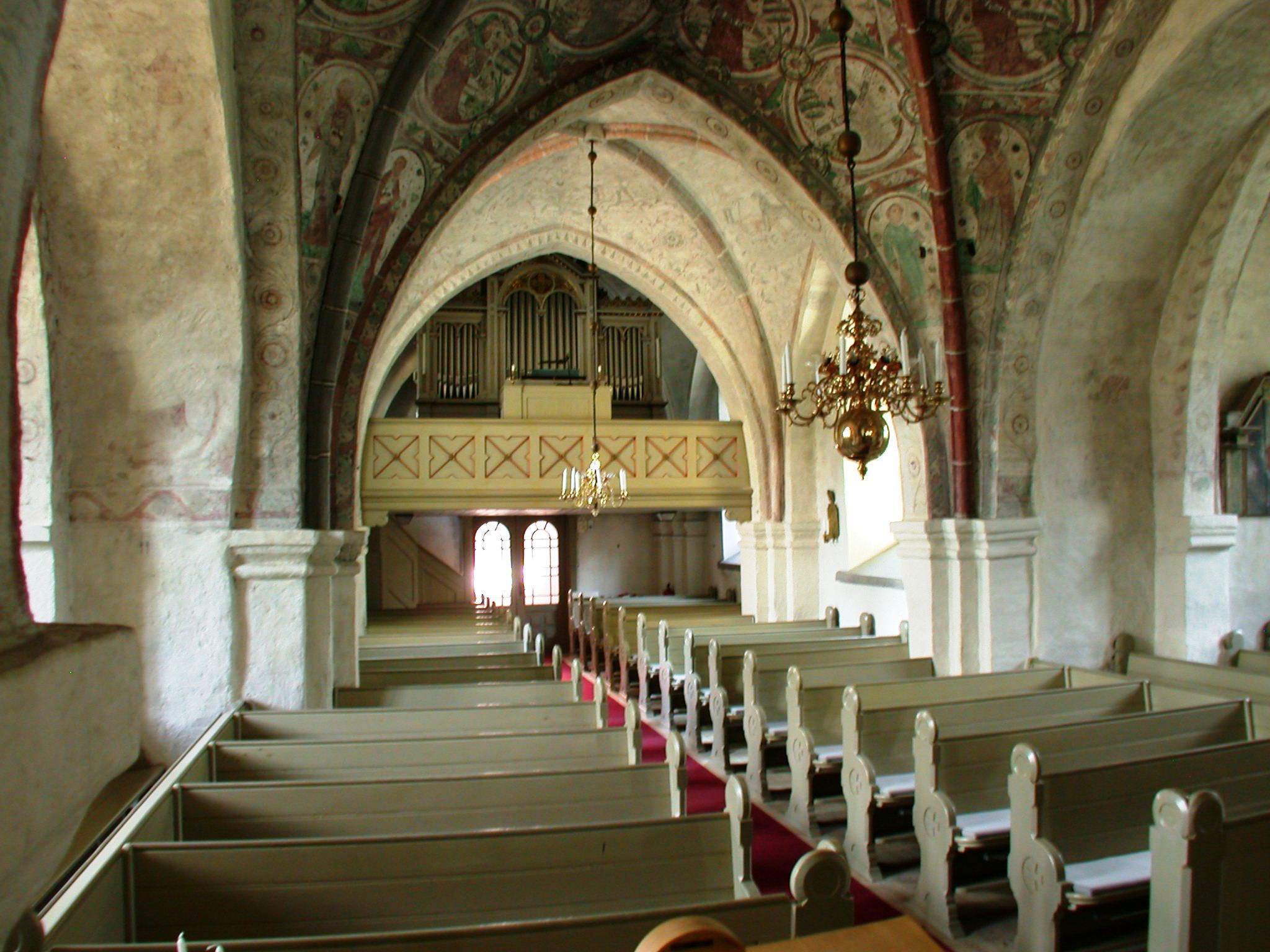
Orgelläktare
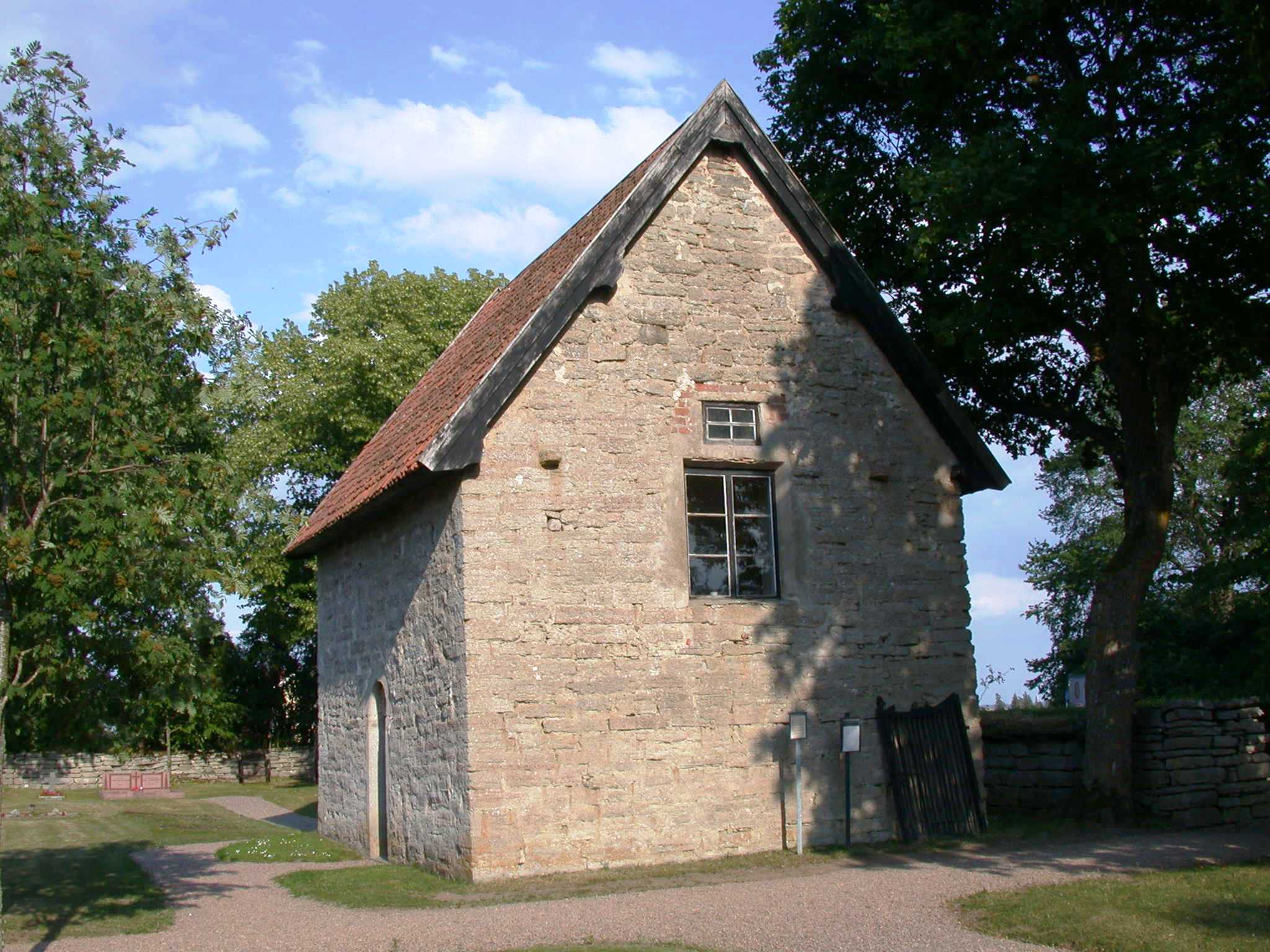
Tiondeboden på kyrkogården
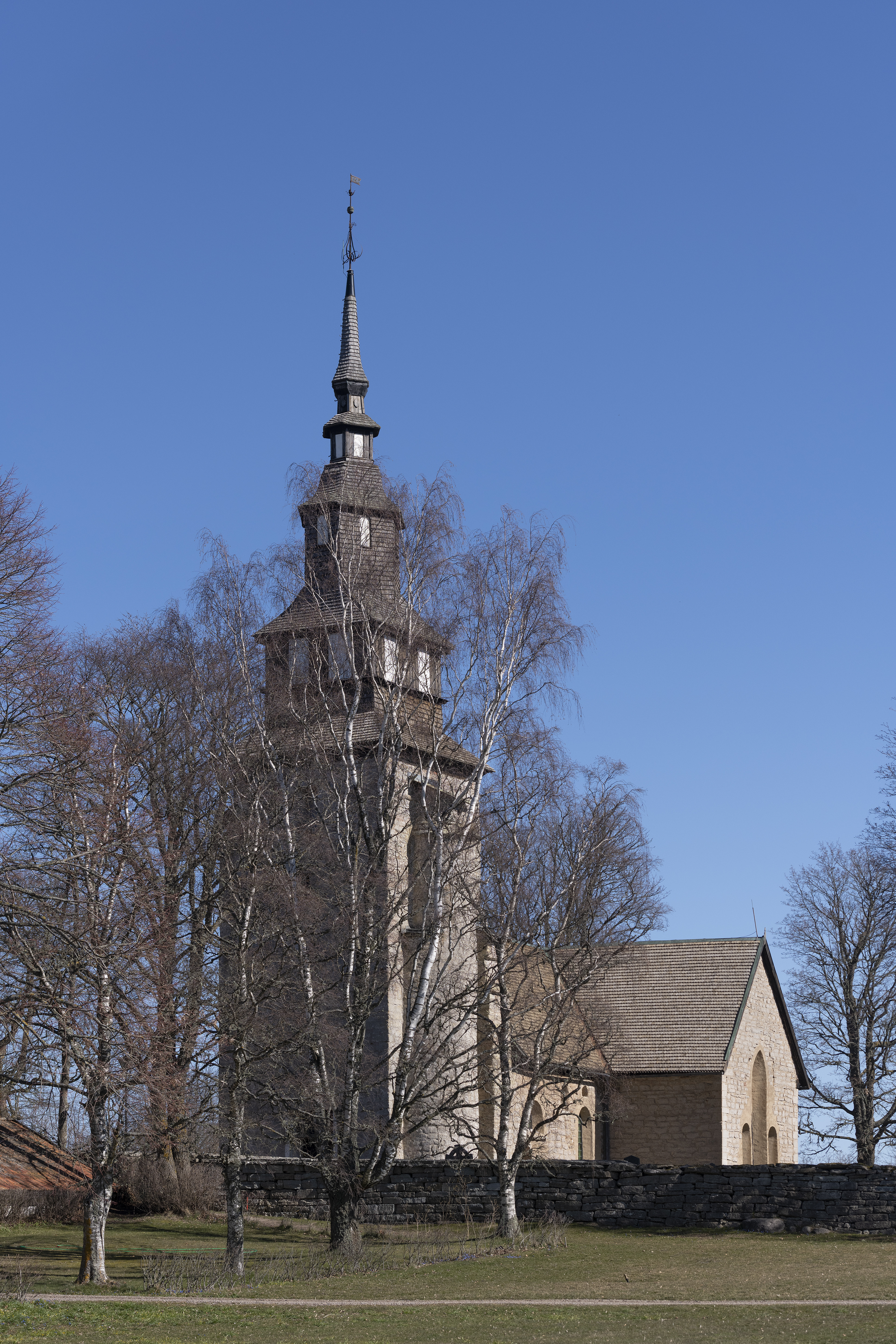
Örberga kyrka mot NO